# Danh sách các bên tham gia Hiệp ước không phổ biến vũ khí hạt nhân
| Quốc gia được công nhận có vũ khí hạt nhân đã phê chuẩn Quốc gia được công nhận có vũ khí hạt nhân đã gia nhập Quốc gia phê chuẩn khác Quốc gia gia nhập hoặc kế thừa khác | Quốc gia gia nhập đã tuyên bố rút khỏi hiệp ước (Cộng hòa Dân chủ Nhân dân Triều Tiên) Quốc gia không được công nhận tuyên bố tuân thủ hiệp ước Quốc gia chưa ký Quốc gia được công nhận hạn chế đã phê chuẩn (Trung Hoa Dân Quốc) |

Tư cách tham gia Hiệp ước không phổ biến vũ khí hạt nhân
Quốc gia được công nhận có vũ khí hạt nhân đã phê chuẩn
Quốc gia được công nhận có vũ khí hạt nhân đã gia nhập
Quốc gia phê chuẩn khác
Quốc gia gia nhập hoặc kế thừa khác
Quốc gia gia nhập đã tuyên bố rút khỏi hiệp ước (Cộng hòa Dân chủ Nhân dân Triều Tiên)
Quốc gia không được công nhận tuyên bố tuân thủ hiệp ước
Quốc gia chưa ký
Quốc gia được công nhận hạn chế đã phê chuẩn (Trung Hoa Dân Quốc)

Danh sách các bên tham gia Hiệp ước không phổ biến vũ khí hạt nhân bao gồm các quốc gia đã ký và phê chuẩn hoặc gia nhập Hiệp ước không phổ biến vũ khí hạt nhân.
Ngày 1 tháng 7 năm 1968, Hiệp ước không phổ biến vũ khí hạt nhân được mở ký. Ba quốc gia lưu giữ là Liên Xô (và sau này là Nga với tư cách là nước thừa kế), Vương quốc Liên hiệp Anh và Bắc Ireland và Hoa Kỳ. Một quốc gia tham gia hiệp ước phải nộp văn kiện phê chuẩn, gia nhập hoặc kế thừa hiệp ước cho ít nhất một quốc gia lưu giữ. Hiệp ước có hiệu lực vào ngày 5 tháng 3 năm 1970 sau khi ba quốc gia lưu giữ và 40 quốc gia khác văn kiện phê chuẩn. Sau đó, một quốc gia không ký hiệp ước chỉ có thể gia nhập hiệp ước.

Ngày Hiệp ước không phổ biến vũ khí hạt nhân có hiệu lực đầu tiên (bao gồm Liên Xô, Nam Tư và Tiệp Khắc)
Thập kỷ thứ nhất: phê chuẩn hoặc gia nhập giai đoạn 1968–1977
Thập kỷ thứ hai: phê chuẩn hoặc gia nhập giai đoạn 1978–1987
Thập kỷ thứ ba: phê chuẩn hoặc gia nhập từ năm 1988
Chưa bao giờ ký (Ấn Độ, Israel, Pakistan, Nam Sudan)

Hiệp ước công nhận năm quốc gia có vũ khí hạt nhân: Hoa Kỳ, Nga, Vương quốc Liên hiệp Anh và Bắc Ireland, Pháp và Trung Quốc (cũng là năm thành viên thường trực Hội đồng Bảo an Liên Hợp Quốc). Trung Quốc và Pháp gia nhập hiệp ước vào năm 1992. Bốn quốc gia khác được cho là có vũ khí hạt nhân: Ấn Độ, Pakistan và Cộng hòa Dân chủ Nhân dân Triều Tiên đã công khai thử nghiệm và tuyên bố có vũ khí hạt nhân, trong khi Israel có chính sách mập mờ chiến lược về vũ khí hạt nhân của mình. Ấn Độ, Israel và Pakistan chưa bao giờ ký hiệp ước, trong khi Cộng hòa Dân chủ Nhân dân Triều Tiên tuyên bố rút khỏi hiệp ước vào ngày 10 tháng 1 năm 2003. Tuy nhiên, có sự bất đồng giữa các bên tham gia hiệp ước về liệu việc rút khỏi hiệp ước của Cộng hòa Dân chủ Nhân dân Triều Tiên có hợp lệ hay không.
Hiệp ước không phổ biến vũ khí hạt nhân là hiệp ước kiểm soát vũ khí hạt nhân được công nhận rộng rãi nhất trong lịch sử. Tính đến tháng 2 năm 2015, 190 quốc gia tham gia hiệp ước, ngoại trừ Cộng hòa Dân chủ Nhân dân Triều Tiên. Nhà nước Palestine là nhà nước mới nhất gia nhập hiệp ước vào ngày 10 tháng 2 năm 2015. Ngoài ra, Đài Loan, hiện chỉ được 11 quốc gia Liên Hợp Quốc công nhận, phê chuẩn hiệp ước trước khi Đại Hội đồng Liên Hợp Quốc chuyển giao quyền đại biểu của Trung Hoa Dân Quốc cho Cộng hòa Nhân dân Trung Hoa vào năm 1971; Đài Loan chấp nhận các biện pháp bảo vệ toàn diện của Cơ quan Năng lượng Nguyên tử Quốc tế và các biện pháp của Nghị định thư bổ sung để xác minh rằng chương trình hạt nhân của họ hoàn toàn vì mục đích hòa bình. Bốn quốc gia thành viên Liên Hợp Quốc chưa bao giờ ký hiệp ước: Ấn Độ, Israel, Pakistan và Nam Sudan. Quần đảo Cook và Niue, hai quốc gia liên kết của New Zealand được Ban Thư ký Liên Hợp Quốc công nhận "năng lực lập hiệp ước đầy đủ", không tham gia hiệp ước nhưng chấp nhận sự ràng buộc của hiệp ước vì đã trực thuộc New Zealand khi New Zealand phê chuẩn hiệp ước.

## Quốc gia phê chuẩn hoặc gia nhập
189 quốc gia thành viên Liên Hợp Quốc cùng với hai quan sát viên Đại Hội đồng Liên Hợp Quốc là Tòa Thánh và Nhà nước Palestine tham gia Hiệp ước không phổ biến vũ khí hạt nhân. Tuy nhiên, Cộng hòa Dân chủ Nhân dân Triều Tiên đã gửi thông báo rút khỏi hiệp ước.
Mỗi ngày là thời điểm một quốc gia nộp chữ ký hoặc bản lưu giữ tại các địa điểm. Ba địa điểm gửi lưu giữ được đánh dấu bằng: (L) là Luân Đôn, (M) là Moskva và (W) là Washington D.C.
Quốc gia được in đậm có dấu () được công nhận là quốc gia có vũ khí hạt nhân theo hiệp ước.
| Quốc gia                             | Ký                                                         | Nộp                                                                  | Phương pháp |
| ------------------------------------ | ---------------------------------------------------------- | -------------------------------------------------------------------- | --- |
| Afghanistan                          | 1 Th7 năm 1968 (L, M, W)                                   | 4 Th2 năm 1970 (W) 5 Th2 năm 1970 (M)5 Th3 năm 1970 (L)              | Phê chuẩn |
| Albania                              |                                                            | 12 Th9 năm 1990 (L) 14 Th9 năm 1990 (M)28 Th9 năm 1990 (W)           | Gia nhập |
| Algeria                              |                                                            | 12 Th1 năm 1995 (L, M, W)                                            | Gia nhập |
| Andorra                              |                                                            | 7 Th6 năm 1996 (L) 25 Th6 năm 1996 (W)2 Th7 năm 1996 (M)             | Gia nhập |
| Angola                               |                                                            | 14 Th10 năm 1996 (W) 30 Th4 năm 2010 (M)                             | Gia nhập |
| Antigua và Barbuda                   |                                                            | 17 Th6 năm 1985 (L)                                                  | Thừa kế từ Anh Quốc |
| Argentina                            |                                                            | 10 Th2 năm 1995 (W) 17 Th2 năm 1995 (L)                              | Gia nhập |
| Armenia                              |                                                            | 21 Th6 năm 1993 (M) 15 Th7 năm 1993 (W)                              | Gia nhập |
| Úc                                   | 27 Th2 năm 1970 (L, M, W)                                  | 23 Th1 năm 1973 (L, M, W)                                            | Phê chuẩn |
| Áo                                   | 1 Th7 năm 1968 (L, M, W)                                   | 27 Th6 năm 1969 (L, W) 28 Th6 năm 1969 (M)                           | Phê chuẩn |
| Azerbaijan                           |                                                            | 22 Th9 năm 1992 (M)                                                  | Gia nhập |
| Bahamas                              |                                                            | 11 Th8 năm 1976 (L) 13 Th8 năm 1976 (W)30 Th8 năm 1976 (M)           | Thừa kế từ Anh Quốc |
| Bahrain                              |                                                            | 3 Th11 năm 1988 (W)                                                  | Gia nhập |
| Bangladesh                           |                                                            | 31 Th8 năm 1979 (L, M) 27 Th9 năm 1979 (W)                           | Gia nhập |
| Barbados                             | 1 Th7 năm 1968 (W)                                         | 21 Th2 năm 1980 (W)                                                  | Phê chuẩn |
| Belarus                              |                                                            | 9 Th2 năm 1993 (M) 22 Th7 năm 1993 (W)23 Th7 năm 1993 (L)            | Gia nhập |
| Bỉ                                   | 20 Th8 năm 1968 (L, M, W)                                  | 2 tháng 5 năm 1975 (L, W) 4 tháng 5 năm 1975 (M)                     | Phê chuẩn |
| Belize                               |                                                            | 9 Th8 năm 1985 (L)                                                   | Thừa kế từ Anh Quốc |
| Benin                                | 1 Th7 năm 1968 (W)                                         | 31 Th10 năm 1972 (W)                                                 | Phê chuẩn |
| Bhutan                               |                                                            | 23 tháng 5 năm 1985 (W)                                              | Gia nhập |
| Bolivia                              | 1 Th7 năm 1968 (W)                                         | 26 tháng 5 năm 1970 (W)                                              | Phê chuẩn |
| Bosnia and Herzegovina               |                                                            | 15 Th8 năm 1994 (W)                                                  | Thừa kế từ Cộng hòa Liên bang Xã hội chủ nghĩa Nam Tư |
| Botswana                             | 1 Th7 năm 1968 (W)                                         | 28 Th4 năm 1969 (L)                                                  | Phê chuẩn |
| Brasil                               |                                                            | 18 Th9 năm 1998 (L, M, W)                                            | Gia nhập |
| Brunei                               |                                                            | 26 Th3 năm 1985 (W)                                                  | Gia nhập |
| Bulgaria                             | 1 Th7 năm 1968 (L, M, W)                                   | 5 Th9 năm 1969 (W) 18 Th9 năm 1969 (M)3 Th11 năm 1969 (L)            | Phê chuẩn |
| Burkina Faso                         | 25 Th11 năm 1968 (W) 11 Th8 năm 1969 (M)                   | 3 Th3 năm 1970 (W)                                                   | Phê chuẩn |
| Burundi                              |                                                            | 19 Th3 năm 1971 (M)                                                  | Gia nhập |
| Cabo Verde                           |                                                            | 24 Th10 năm 1979 (M)                                                 | Gia nhập |
| Campuchia                            |                                                            | 2 Th6 năm 1972 (W) 25 Th9 năm 1987 (M)                               | Gia nhập |
| Cameroon                             | 17 Th7 năm 1968 (W) 18 Th7 năm 1968 (M)                    | 8 Th1 năm 1969 (W)                                                   | Phê chuẩn |
| Canada                               | 23 Th7 năm 1968 (L, W) 29 Th7 năm 1968 (M)                 | 8 Th1 năm 1969 (L, M, W)                                             | Phê chuẩn |
| Cộng hòa Trung Phi                   |                                                            | 25 Th10 năm 1970 (W)                                                 | Gia nhập |
| Chad                                 | 1 Th7 năm 1968 (M)                                         | 10 Th3 năm 1971 (W) 11 Th3 năm 1971 (M)23 Th3 năm 1971 (L)           | Phê chuẩn |
| Chile                                |                                                            | 25 tháng 5 năm 1995 (W)                                              | Gia nhập |
| Trung Quốc                           |                                                            | 9 Th3 năm 1992 (L) 12 Th3 năm 1992 (M)17 Th3 năm 1992 (W)            | Gia nhập |
| Colombia                             | 1 Th7 năm 1968 (W)                                         | 8 Th4 năm 1986 (W) 29 Th4 năm 1986 (M)30 Th4 năm 1986 (L)            | Phê chuẩn |
| Comoros                              |                                                            | 4 Th10 năm 1995 (W)                                                  | Gia nhập |
| Cộng hòa Congo                       | 26 Th7 năm 1968 (M)                                        | 23 Th10 năm 1978 (W)                                                 | Phê chuẩn |
| Costa Rica                           | 1 Th7 năm 1968 (W)                                         | 3 Th3 năm 1970 (W)                                                   | Phê chuẩn |
| Bờ Biển Ngà                          | 1 Th7 năm 1968 (W)                                         | 6 Th3 năm 1973 (W)                                                   | Phê chuẩn |
| Croatia                              |                                                            | 29 Th6 năm 1992 (W)                                                  | Thừa kế từ Cộng hòa Liên bang Xã hội chủ nghĩa Nam Tư |
| Cuba                                 |                                                            | 4 Th11 năm 2002 (M)                                                  | Gia nhập |
| Síp                                  | 1 Th7 năm 1968 (L, M, W)                                   | 10 Th2 năm 1970 (M) 16 Th2 năm 1970 (W)5 Th3 năm 1970 (L)            | Phê chuẩn |
| Séc                                  |                                                            | 1 Th1 năm 1993 (M, W) 5 Th4 năm 1993 (L)                             | Thừa kế từ Tiệp KhắcKý ngày 1 tháng 7 năm 1968 Nộp ngày 22 tháng 7 năm 1969 |
| Cộng hòa Dân chủ Congo               | 22 Th7 năm 1968 (W) 17 Th9 năm 1968 (L)                    | 4 Th8 năm 1970 (W)                                                   | Phê chuẩn |
| Đan Mạch                             | 1 Th7 năm 1968 (L, M, W)                                   | 3 Th1 năm 1969 (L, M, W)                                             | Phê chuẩn |
| Djibouti                             |                                                            | 16 Th10 năm 1996 (W)                                                 | Gia nhập |
| Dominica                             |                                                            | 10 Th8 năm 1984 (L)                                                  | Thừa kế từ Anh Quốc |
| Cộng hòa Dominica                    | 1 Th7 năm 1968 (W)                                         | 24 Th7 năm 1971 (W)                                                  | Phê chuẩn |
| Ecuador                              | 9 Th7 năm 1968 (W)                                         | 7 Th3 năm 1969 (W)                                                   | Phê chuẩn |
| Ai Cập                               | 1 Th7 năm 1968 (L, M)                                      | 26 Th2 năm 1981 (L)                                                  | Phê chuẩn |
| El Salvador                          | 1 Th7 năm 1968 (W)                                         | 11 Th7 năm 1972 (W)                                                  | Phê chuẩn |
| Guinea Xích đạo                      |                                                            | 1 Th11 năm 1984 (W)                                                  | Gia nhập |
| Eritrea                              |                                                            | 16 Th3 năm 1995 (W)                                                  | Gia nhập |
| Estonia                              |                                                            | 7 Th1 năm 1992 (L) 31 Th1 năm 1992 (W)                               | Gia nhập |
| Ethiopia                             | 5 Th9 năm 1968 (L, M, W)                                   | 5 Th2 năm 1970 (M) 5 Th3 năm 1970 (L, W)                             | Phê chuẩn |
| Fiji                                 |                                                            | 21 Th7 năm 1972 (W) 14 Th8 năm 1972 (L)29 Th8 năm 1972 (M)           | Thừa kế từ Anh Quốc |
| Phần Lan                             | 1 Th7 năm 1968 (L, M, W)                                   | 5 Th2 năm 1969 (L, M, W)                                             | Phê chuẩn |
| Pháp                                 |                                                            | 2 Th8 năm 1992 (M) 3 Th8 năm 1992 (L, W)                             | Gia nhập |
| Gabon                                |                                                            | 19 Th2 năm 1974 (W)                                                  | Gia nhập |
| Gambia                               | 4 Th9 năm 1968 (L) 20 Th9 năm 1968 (W)24 Th9 năm 1968 (M)  | 12 tháng 5 năm 1975 (W)                                              | Phê chuẩn |
| Gruzia                               |                                                            | 7 Th3 năm 1994 (W)                                                   | Gia nhập |
| Đức                                  | 28 Th11 năm 1969 (L, M, W)                                 | 2 tháng 5 năm 1975 (L, W)                                            | Phê chuẩn với tư cách là Tây ĐứcNgoài ra, Cộng hòa Dân chủ Đức phê chuẩn vào ngày 31 tháng 10 năm 1969 |
| Ghana                                | 1 Th7 năm 1968 (M, W) 24 Th7 năm 1968 (L)                  | 4 tháng 5 năm 1970 (L) 5 tháng 5 năm 1970 (W)11 tháng 5 năm 1970 (M) | Phê chuẩn |
| Hy Lạp                               | 1 Th7 năm 1968 (M, W)                                      | 11 Th3 năm 1970 (W)                                                  | Phê chuẩn |
| Grenada                              |                                                            | 2 Th9 năm 1975 (L) 3 Th12 năm 1975 (W)                               | Thừa kế từ Anh Quốc |
| Guatemala                            | 26 Th7 năm 1968 (W)                                        | 22 Th9 năm 1970 (W)                                                  | Phê chuẩn |
| Guinea                               |                                                            | 29 Th4 năm 1985 (M)                                                  | Gia nhập |
| Guinea-Bissau                        |                                                            | 20 Th8 năm 1976 (M)                                                  | Gia nhập |
| Guyana                               |                                                            | 19 Th10 năm 1993 (W)                                                 | Gia nhập |
| Haiti                                | 1 Th7 năm 1968 (W)                                         | 2 Th6 năm 1970 (W)                                                   | Phê chuẩn |
| Tòa Thánh                            |                                                            | 25 Th2 năm 1971 (L, M, W)                                            | Gia nhập |
| Honduras                             | 1 Th7 năm 1968 (W)                                         | 16 tháng 5 năm 1973 (W)                                              | Phê chuẩn |
| Hungary                              | 1 Th7 năm 1968 (L, M, W)                                   | 27 tháng 5 năm 1969 (L, M, W)                                        | Phê chuẩn |
| Iceland                              | 1 Th7 năm 1968 (L, M, W)                                   | 18 Th7 năm 1969 (L, M, W)                                            | Phê chuẩn |
| Indonesia                            | 2 Th3 năm 1970 (L, M, W)                                   | 12 Th7 năm 1979 (L, M, W)                                            | Phê chuẩn |
| Iran                                 | 1 Th7 năm 1968 (L, M, W)                                   | 2 Th2 năm 1970 (W) 10 Th2 năm 1970 (M)5 Th3 năm 1970 (L)             | Phê chuẩn |
| Iraq                                 | 1 Th7 năm 1968 (M)                                         | 29 Th10 năm 1969 (M)                                                 | Phê chuẩn |
| Ireland                              | 1 Th7 năm 1968 (M, W) 4 Th7 năm 1968 (L)                   | 1 Th7 năm 1968 (W) 2 Th7 năm 1968 (M)4 Th7 năm 1968 (L)              | Phê chuẩn |
| Ý                                    | 28 Th1 năm 1969 (L, M, W)                                  | 2 tháng 5 năm 1975 (L, W) 4 tháng 5 năm 1975 (M)                     | Phê chuẩn |
| Jamaica                              | 14 Th4 năm 1969 (L, M, W)                                  | 5 Th3 năm 1970 (L, M, W)                                             | Phê chuẩn |
| Nhật Bản                             | 3 Th2 năm 1970 (L, M, W)                                   | 8 Th6 năm 1976 (L, M, W)                                             | Phê chuẩn |
| Jordan                               | 10 Th7 năm 1968 (W)                                        | 11 Th2 năm 1970 (W)                                                  | Phê chuẩn |
| Kazakhstan                           |                                                            | 14 Th2 năm 1994 (W) 21 Th3 năm 1994 (L)20 tháng 5 năm 1994 (M)       | Gia nhập |
| Kenya                                | 1 Th7 năm 1968 (W)                                         | 11 Th6 năm 1970 (M)                                                  | Phê chuẩn |
| Kiribati                             |                                                            | 18 Th4 năm 1985 (L)                                                  | Thừa kế từ Anh Quốc |
| Kuwait                               | 15 Th8 năm 1968 (M, W) 22 Th8 năm 1968 (L)                 | 17 Th11 năm 1989 (W)                                                 | Phê chuẩn |
| Kyrgyzstan                           |                                                            | 5 Th7 năm 1994 (M)                                                   | Gia nhập |
| Lào                                  | 1 Th7 năm 1968 (L, M, W)                                   | 20 Th2 năm 1970 (M) 5 Th3 năm 1970 (L, W)                            | Phê chuẩn |
| Latvia                               |                                                            | 31 Th1 năm 1992 (L)                                                  | Gia nhập |
| Liban                                | 1 Th7 năm 1968 (L, M, W)                                   | 15 Th7 năm 1970 (L, M) 20 Th11 năm 1970 (W)                          | Phê chuẩn |
| Lesotho                              | 9 Th7 năm 1968 (W)                                         | 20 tháng 5 năm 1970 (W)                                              | Phê chuẩn |
| Liberia                              | 1 Th7 năm 1968 (W)                                         | 5 Th3 năm 1970 (W)                                                   | Phê chuẩn |
| Libya                                | 18 Th7 năm 1968 (L) 19 Th7 năm 1968 (W)23 Th7 năm 1968 (M) | 26 tháng 5 năm 1975 (L, M, W)                                        | Phê chuẩn |
| Liechtenstein                        |                                                            | 20 Th4 năm 1978 (L, M, W)                                            | Gia nhập |
| Litva                                |                                                            | 23 Th9 năm 1991 (L, W)                                               | Gia nhập |
| Luxembourg                           | 14 Th8 năm 1968 (L, M, W)                                  | 2 tháng 5 năm 1975 (L, W) 4 tháng 5 năm 1975 (M)                     | Phê chuẩn |
| Bắc Macedonia                        |                                                            | 30 Th3 năm 1995 (L) 12 Th4 năm 1995 (W)                              | Thừa kế từ Cộng hòa Liên bang Xã hội chủ nghĩa Nam Tư |
| Madagascar                           | 22 Th8 năm 1968 (W)                                        | 8 Th10 năm 1970 (W)                                                  | Phê chuẩn |
| Malawi                               |                                                            | 18 Th2 năm 1986 (L) 19 Th2 năm 1986 (W)4 Th3 năm 1986 (M)            | Gia nhập |
| Malaysia                             | 1 Th7 năm 1968 (L, M, W)                                   | 5 Th3 năm 1970 (L, M, W)                                             | Phê chuẩn |
| Maldives                             | 11 Th9 năm 1968 (W)                                        | 7 Th4 năm 1970 (W)                                                   | Phê chuẩn |
| Mali                                 | 14 Th7 năm 1969 (W) 15 Th7 năm 1969 (M)                    | 10 Th2 năm 1970 (M) 5 Th3 năm 1970 (W)                               | Phê chuẩn |
| Malta                                | 17 Th4 năm 1969 (W)                                        | 6 Th2 năm 1970 (W)                                                   | Phê chuẩn |
| Quần đảo Marshall                    |                                                            | 30 Th1 năm 1995 (W)                                                  | Gia nhập |
| Mauritania                           |                                                            | 26 Th10 năm 1993 (W)                                                 | Gia nhập |
| Mauritius                            | 1 Th7 năm 1968 (W)                                         | 8 Th4 năm 1969 (W) 14 Th4 năm 1969 (L)25 Th4 năm 1969 (M)            | Phê chuẩn |
| México                               | 26 Th7 năm 1968 (L, M, W)                                  | 21 Th1 năm 1969 (L, M, W)                                            | Phê chuẩn |
| Liên bang Micronesia                 |                                                            | 14 Th4 năm 1995 (W)                                                  | Gia nhập |
| Moldova                              |                                                            | 11 Th10 năm 1994 (W)                                                 | Gia nhập |
| Monaco                               |                                                            | 13 Th3 năm 1995 (W)                                                  | Gia nhập |
| Mông Cổ                              | 1 Th7 năm 1968 (M)                                         | 14 tháng 5 năm 1969 (M)                                              | Phê chuẩn |
| Montenegro                           |                                                            | 3 Th6 năm 2006 (M) 12 Th12 năm 2006 (L)                              | Thừa kế từ Serbia và Montenegro |
| Maroc                                | 1 Th7 năm 1968 (L, M, W)                                   | 27 Th11 năm 1970 (M) 30 Th11 năm 1970 (L)16 Th12 năm 1970 (W)        | Phê chuẩn |
| Mozambique                           |                                                            | 4 Th9 năm 1990 (M) 12 Th9 năm 1990 (W)20 Th9 năm 1990 (L)            | Gia nhập |
| Myanmar                              |                                                            | 2 Th12 năm 1992 (W)                                                  | Gia nhập |
| Namibia                              |                                                            | 2 Th10 năm 1992 (L) 7 Th10 năm 1992 (W)9 Th10 năm 1992 (M)           | Gia nhập |
| Nauru                                |                                                            | 7 Th6 năm 1982 (L)                                                   | Gia nhập |
| Nepal                                | 1 Th7 năm 1968 (L, M, W)                                   | 5 Th1 năm 1970 (W) 9 Th1 năm 1970 (M)3 Th2 năm 1970 (L)              | Phê chuẩn |
| Hà Lan                               | 20 Th8 năm 1968 (L, M, W)                                  | 2 tháng 5 năm 1975 (L, M, W)                                         | Phê chuẩn |
| New Zealand                          | 1 Th7 năm 1968 (L, M, W)                                   | 10 Th9 năm 1969 (L, M, W)                                            | Phê chuẩn |
| Nicaragua                            | 1 Th7 năm 1968 (L, W)                                      | 6 Th3 năm 1973 (W)                                                   | Phê chuẩn |
| Niger                                |                                                            | 9 Th10 năm 1992 (W)                                                  | Gia nhập |
| Nigeria                              | 1 Th7 năm 1968 (L, M, W)                                   | 27 Th9 năm 1968 (L) 7 Th10 năm 1968 (W)14 Th10 năm 1968 (M)          | Phê chuẩn |
| Na Uy                                | 1 Th7 năm 1968 (L, M, W)                                   | 5 Th2 năm 1969 (L, M, W)                                             | Phê chuẩn |
| Oman                                 |                                                            | 23 Th1 năm 1997 (W)                                                  | Gia nhập |
| Palau                                |                                                            | 14 Th4 năm 1995 (W)                                                  | Gia nhập |
| Palestine                            |                                                            | 10 Th2 năm 2015 (M) 12 Th2 năm 2015 (L)                              | Gia nhập |
| Panama                               | 1 Th7 năm 1968 (W)                                         | 13 Th1 năm 1977 (W)                                                  | Phê chuẩn |
| Papua New Guinea                     |                                                            | 13 Th1 năm 1982 (L) 25 Th1 năm 1982 (W)16 Th2 năm 1982 (M)           | Gia nhập |
| Paraguay                             | 1 Th7 năm 1968 (W)                                         | 4 Th2 năm 1970 (W) 5 Th3 năm 1970 (L)                                | Phê chuẩn |
| Peru                                 | 1 Th7 năm 1968 (W)                                         | 3 Th3 năm 1970 (W)                                                   | Phê chuẩn |
| Philippines                          | 1 Th7 năm 1968 (W) 18 Th7 năm 1968 (M)                     | 5 Th10 năm 1972 (W) 16 Th10 năm 1972 (L)20 Th10 năm 1972 (M)         | Phê chuẩn |
| Ba Lan                               | 1 Th7 năm 1968 (L, M, W)                                   | 12 Th6 năm 1969 (L, M, W)                                            | Phê chuẩn |
| Bồ Đào Nha                           |                                                            | 15 Th12 năm 1977 (L, M, W)                                           | Gia nhập |
| Qatar                                |                                                            | 3 Th4 năm 1989 (L) 10 tháng 5 năm 1989 (M)13 Th6 năm 1989 (W)        | Gia nhập |
| Hàn Quốc                             | 1 Th7 năm 1968 (W)                                         | 23 Th4 năm 1975 (W)                                                  | Phê chuẩn |
| Romania                              | 1 Th7 năm 1968 (L, M, W)                                   | 4 Th2 năm 1970 (L, M, W)                                             | Phê chuẩn |
| Nga                                  | 1 Th7 năm 1968 (L, M, W)                                   | 5 Th3 năm 1970 (L, M, W)                                             | Phê chuẩn với tư cách là Liên Xô |
| Rwanda                               |                                                            | 20 tháng 5 năm 1975 (L, M, W)                                        | Gia nhập |
| Saint Kitts và Nevis                 |                                                            | 22 Th3 năm 1993 (W)                                                  | Gia nhập |
| Saint Lucia                          |                                                            | 28 Th12 năm 1979 (L)                                                 | Thừa kế từ Anh Quốc |
| Saint Vincent và Grenadines          |                                                            | 6 Th11 năm 1984 (L)                                                  | Thừa kế từ Anh Quốc |
| Samoa                                |                                                            | 17 Th3 năm 1975 (M) 18 Th3 năm 1975 (W)26 Th3 năm 1975 (L)           | Gia nhập |
| San Marino                           | 1 Th7 năm 1968 (W) 29 Th7 năm 1968 (L)21 Th11 năm 1968 (M) | 10 Th8 năm 1970 (L) 20 Th8 năm 1970 (M)31 Th8 năm 1970 (W)           | Phê chuẩn |
| Sao Tome và Principe                 |                                                            | 20 Th7 năm 1983 (M)                                                  | Gia nhập |
| Ả Rập Xê Út                          |                                                            | 3 Th10 năm 1988 (W)                                                  | Gia nhập |
| Senegal                              | 1 Th7 năm 1968 (M, W) 26 Th7 năm 1968 (L)                  | 17 Th12 năm 1970 (M) 22 Th12 năm 1970 (W)15 Th1 năm 1971 (L)         | Phê chuẩn |
| Serbia                               |                                                            | 27 Th4 năm 1992 (M) 5 Th9 năm 2001 (W)3 Th6 năm 2006 (L)             | Thừa kế từ Cộng hòa Liên bang Xã hội chủ nghĩa Nam TưKý ngày 10 tháng 7 năm 1968 (L, M, W) Nộp ngày 4 tháng 3 năm 1970 (W), ngày 5 tháng 3 năm 1970 (L, M) Thừa kế từ Serbia và Montenegro |
| Seychelles                           |                                                            | 12 Th3 năm 1985 (L) 14 Th3 năm 1985 (M)8 Th4 năm 1985 (W)            | Gia nhập |
| Sierra Leone                         |                                                            | 26 Th2 năm 1975 (L, M, W)                                            | Gia nhập |
| Singapore                            | 5 Th2 năm 1970 (L, M, W)                                   | 10 Th3 năm 1976 (L, M, W)                                            | Phê chuẩn |
| Slovakia                             |                                                            | 1 Th1 năm 1993 (M, W) 17 Th4 năm 1993 (L)                            | Thừa kế từ Tiệp KhắcKý ngày 1 tháng 7 năm 1968 Nộp ngày 22 tháng 7 năm 1969 |
| Slovenia                             |                                                            | 7 Th4 năm 1992 (L) 20 Th8 năm 1992 (W)                               | Thừa kế từ Cộng hòa Liên bang Xã hội chủ nghĩa Nam Tư |
| Quần đảo Solomon                     |                                                            | 17 Th6 năm 1981 (L)                                                  | Thừa kế từ Anh Quốc |
| Somalia                              | 1 Th7 năm 1968 (L, M, W)                                   | 5 Th3 năm 1970 (L) 12 Th11 năm 1970 (W)                              | Phê chuẩn |
| Cộng hòa Nam Phi                     |                                                            | 10 Th7 năm 1991 (W)                                                  | Gia nhập |
| Tây Ban Nha                          |                                                            | 5 Th11 năm 1987 (L, M, W)                                            | Gia nhập |
| Sri Lanka                            | 1 Th7 năm 1968 (L, M, W)                                   | 5 Th3 năm 1979 (L, M, W)                                             | Phê chuẩn |
| Sudan                                | 24 Th12 năm 1968 (M)                                       | 31 Th10 năm 1973 (W) 22 Th11 năm 1973 (M)10 Th12 năm 1973 (L)        | Phê chuẩn |
| Suriname                             |                                                            | 30 Th6 năm 1976 (W)                                                  | Thừa kế từ Hà Lan |
| Swaziland                            | 24 Th6 năm 1969 (L)                                        | 11 Th12 năm 1969 (L) 16 Th12 năm 1969 (W)12 Th1 năm 1970 (M)         | Phê chuẩn |
| Thụy Điển                            | 19 Th8 năm 1968 (L, M, W)                                  | 9 Th1 năm 1970 (L, M, W)                                             | Phê chuẩn |
| Thụy Sĩ                              | 27 Th11 năm 1969 (L, M, W)                                 | 9 Th3 năm 1977 (L, M, W)                                             | Phê chuẩn |
| Syria                                | 1 Th7 năm 1968 (M)                                         | 24 Th9 năm 1969 (M)                                                  | Phê chuẩn |
| Tajikistan                           |                                                            | 17 Th1 năm 1995 (M)                                                  | Gia nhập |
| Tanzania                             |                                                            | 31 tháng 5 năm 1991 (L) 7 Th6 năm 1991 (W)18 Th6 năm 1991 (M)        | Gia nhập |
| Thái Lan                             |                                                            | 7 Th12 năm 1972 (L)                                                  | Gia nhập |
| Đông Timor                           |                                                            | 5 tháng 5 năm 2003 (W)                                               | Gia nhập |
| Togo                                 | 1 Th7 năm 1968 (W)                                         | 27 Th2 năm 1970 (W)                                                  | Phê chuẩn |
| Tonga                                |                                                            | 7 Th7 năm 1971 (L) 15 Th7 năm 1971 (W)24 Th8 năm 1971 (M)            | Thừa kế từ Anh Quốc |
| Trinidad và Tobago                   | 20 Th8 năm 1968 (W) 22 Th8 năm 1968 (L)                    | 30 Th10 năm 1986 (L, W)                                              | Phê chuẩn |
| Tunisia                              | 1 Th7 năm 1968 (L, M, W)                                   | 26 Th2 năm 1970 (L, M, W)                                            | Phê chuẩn |
| Thổ Nhĩ Kỳ                           | 28 Th1 năm 1969 (L, M, W)                                  | 17 Th4 năm 1980 (L, M, W)                                            | Phê chuẩn |
| Turkmenistan                         |                                                            | 29 Th9 năm 1994 (W)                                                  | Gia nhập |
| Tuvalu                               |                                                            | 19 Th1 năm 1979 (L)                                                  | Thừa kế từ Anh Quốc |
| Uganda                               |                                                            | 20 Th10 năm 1982 (W)                                                 | Gia nhập |
| Ukraina                              |                                                            | 5 Th12 năm 1994 (L, M, W)                                            | Gia nhập |
| Các Tiểu vương quốc Ả Rập Thống nhất |                                                            | 26 Th9 năm 1995 (W)                                                  | Gia nhập |
| Anh Quốc                             | 1 Th7 năm 1968 (L, M, W)                                   | 27 Th11 năm 1968 (L, W) 29 Th11 năm 1968 (M)                         | Phê chuẩn |
| Hoa Kỳ                               | 1 Th7 năm 1968 (L, M, W)                                   | 5 Th3 năm 1970 (L, M, W)                                             | Phê chuẩn |
| Uruguay                              | 1 Th7 năm 1968 (W)                                         | 31 Th8 năm 1970 (W)                                                  | Phê chuẩn |
| Uzbekistan                           |                                                            | 7 tháng 5 năm 1992 (M)                                               | Gia nhập |
| Vanuatu                              |                                                            | 24 Th8 năm 1995 (L)                                                  | Gia nhập |
| Venezuela                            | 1 Th7 năm 1968 (W)                                         | 25 Th9 năm 1975 (L) 26 Th9 năm 1975 (W)3 Th10 năm 1975 (M)           | Phê chuẩn |
| Việt Nam                             |                                                            | 14 Th6 năm 1982 (M)                                                  | Gia nhập với tư cách là Cộng hòa xã hội chủ nghĩa Việt NamĐược Việt Nam Cộng hòa ký vào ngày 1 tháng 7 năm 1968 và phê chuẩn vào ngày 10 tháng 9 năm 1971, nhưng sau khi Việt Nam Dân chủ Cộng hòa chiến thắng trong Chiến tranh Việt Nam, nhà nước Cộng hòa xã hội chủ nghĩa Việt Nam từ bỏ tất cả điều ước quốc tế của Việt Nam Cộng hòa. |
| Yemen                                | 23 Th9 năm 1968 (M)                                        | 14 tháng 5 năm 1986 (L) 26 Th1 năm 1989 (M)                          | Phê chuẩn với tư cách là Bắc Yemen (L) và Nam Yemen (M) trước khi thống nhất Yemen. |
| Zambia                               |                                                            | 15 tháng 5 năm 1991 (W) 22 tháng 5 năm 1991 (L)5 Th7 năm 1991 (M)    | Gia nhập |
| Zimbabwe                             |                                                            | 26 Th9 năm 1991 (L, M) 4 Th10 năm 1991 (W)                           | Gia nhập |

## Quốc gia được công nhận hạn chế tuân thủ hiệp ước
Đài Loan, hiện chỉ được 11 quốc gia thành viên Liên Hợp Quốc công nhận, phê chuẩn Hiệp ước không phổ biến vũ khí hạt nhân trước khi Đại Hội đồng Liên Hợp Quốc chuyển giao quyền đại biểu của Trung Hoa Dân Quốc cho Cộng hòa Nhân dân Trung Hoa vào năm 1971. Sau khi phê chuẩn hiệp ước, Trung Quốc mô tả việc phê chuẩn của Đài Loan là "bất hợp pháp". Đài Loan cam kết tiếp tục tuân thủ hiệp ước và Hoa Kỳ tuyên bố rằng chính quyền Đài Loan vẫn có nghĩa vụ tuân thủ hiệp ước.
| Quốc gia | Ký                 | Nộp                 | Phương pháp |
| -------- | ------------------ | ------------------- | ----------- |
| Đài Loan | 1 Th7 năm 1968 (W) | 27 Th1 năm 1970 (W) | Phê chuẩn   |

## Quốc gia rút khỏi hiệp ước
Điều X.1 cho phép một quốc gia rút khỏi hiệp ước nếu "các sự kiện bất thường liên quan đến các vấn đề của Hiệp ước này đã gây phương hại cho quyền lợi tối cao của Quốc gia mình". Quốc gia đó phải thông báo cho những quốc gia khác và Hội đồng Bảo an Liên Hợp Quốc trước ba tháng.
Cộng hòa Dân chủ Nhân dân Triều Tiên gia nhập hiệp ước vào năm 1985. Triều Tiên thông báo rút khỏi hiệp ước vào ngày 12 tháng 3 năm 1993, sau khi bị phát hiện không tuân thủ hiệp ước. Tuy nhiên, vào ngày 11 tháng 6 năm 1993, một ngày trước khi việc rút khỏi hiệp ước có hiệu lực, Triều Tiên đạt được thỏa thuận với Hoa Kỳ về đình chỉ chương trình hạt nhân theo Thỏa thuận khung hạt nhân và "đình chỉ" thông báo rút khỏi hiệp ước. Tháng 10 năm 2002, Hoa Kỳ cáo buộc Triều Tiên vi phạm Thỏa thuận khung hạt nhân bằng cách bí mật làm giàu urani và đình chỉ việc vận chuyển dầu nhiên liệu nặng theo Thỏa thuận khung. Triều Tiên đáp trả bằng cách trục xuất các thanh tra IAEA và vô hiệu hóa thiết bị của IAEA. Ngày 10 tháng 1 năm 2003, Triều Tiên tuyên bố sẽ chấm dứt việc đình chỉ thông báo rút khỏi hiệp ước.
Có tranh cãi về liệu việc rút khỏi hiệp ước của Triều Tiên có hợp lệ hay không. Triều Tiên lập luận rằng chỉ cần đợi một ngày để rút khỏi hiệp ước vì đã thông báo trước 89 ngày trước khi đình chỉ thông báo. Hội đồng Thống đốc Cơ quan Năng lượng Nguyên tử Quốc tế bác bỏ cách giải thích này.  Tuyên bố chung ngày 19 tháng 9 năm 2005 sau vòng Đàm phán sáu bên lần thứ tư kêu gọi Triều Tiên "quay trở lại" hiệp ước, ngầm thừa nhận rằng Triều Tiên đã rút khỏi hiệp ước. Từ ngày 9 tháng 10 năm 2006 đến ngày 9 tháng 9 năm 2016, Triều Tiên đã tiến hành năm cuộc thử hạt nhân được công bố.
Năm 2020, Iran đe dọa sẽ rút khỏi hiệp ước nếu cáo buộc vi phạm Kế hoạch hành động toàn diện chung bị đưa ra Hội đồng Bảo an Liên Hợp Quốc. Ngày 16 tháng 6 năm 2025, do hậu quả của Chiến tranh Iran – Israel, Quốc hội Iran bắt đầu soạn thảo dự luật rút khỏi hiệp ước.
| Quốc gia          | Nộp                  | Phương pháp | Rút khỏi hiệp ước   | Có hiệu lực                          |
| ----------------- | -------------------- | ----------- | ------------------- | ------------------------------------ |
| CHDCND Triều Tiên | 12 Th12 năm 1985 (M) | Gia nhập    | 12 Th3 năm 1993 (M) | Đình chỉ từ ngày 11 tháng 6 năm 1993 |
| CHDCND Triều Tiên | 12 Th12 năm 1985 (M) | Gia nhập    | 10 Th1 năm 2003     | 10 Th4 năm 2003                      |

## Quốc gia khác
Bốn quốc gia thành viên Liên Hợp Quốc chưa bao giờ ký Hiệp ước không phổ biến vũ khí hạt nhân.
- Ấn Độ
- Israel
- Pakistan
- Nam Sudan

Quần đảo Cook và Niue, hai quốc gia liên kết của New Zealand được Ban Thư ký Liên Hợp Quốc công nhận "năng lực lập hiệp ước đầy đủ", không tham gia Hiệp ước không phổ biến vũ khí hạt nhân nhưng chấp nhận sự ràng buộc của hiệp ước vì trực thuộc New Zealand khi New Zealand phê chuẩn hiệp ước.